# Guy Lavocat
Guy Lavocat, né le 14 février 1963 à Pondichéry (Inde), est un homme politique français, référent du parti Renaissance dans le Puy-de-Dôme de 2016 à 2020. Il est député européen en 2024.

## Parcours professionnel
Guy Lavocat sert dans l'Armée de terre en tant qu'officier.

## Parcours politique
De 2016 à 2020, il est référent du parti Renaissance dans le Puy-de-Dôme. Il est également membre du bureau exécutif national du parti pendant plusieurs années,, au sein duquel il est « délégué national à l'inclusion, l'égalité des chances et l'autonomie ».
En 2018, il est membre du groupe de travail sur le service national universel,.
Le 12 janvier 2024, il devient député européen en remplacement de Stéphane Séjourné, devenu ministre. Il est membre des commissions des droits des femmes et de l'égalité des genres (FEMM) et des affaires juridiques (JURI). Il rédige un projet d'avis pour la commission JURI concernant l’instauration des exigences harmonisées dans le marché intérieur en matière de transparence de la représentation d’intérêts effectuée pour le compte de pays tiers.
Au Parlement européen, il porte la création d'un service de défense civique au niveau européen. En mai 2024, il rencontre la commissaire Iliana Ivanova, chargée de l'éducation et de la jeunesse, afin d'aborder cette question. Selon lui, ce projet viserait à renforcer le lien entre les citoyens européens, à promouvoir les valeurs européennes, à offrir des opportunités d'apprentissage et de développement personnel, et à rendre résilient le peuple européen en le préparant à faire face à des catastrophes de tout type : naturelles, épidémiologiques, industrielles ou militaires.
Il est membre de l'intergroupe du Parlement européen « Bien-être et protection des animaux ».
Il ne figure pas sur la liste Renaissance aux élections européennes de 2024 et quitte le Parlement européen après six mois de mandat.